# Pistolet P-70
Pistolet P-70 – polski pistolet samopowtarzalny. Prototyp został wykonany w 1970 roku.

## Historia
W połowie lat 60. XX wieku do uzbrojenia Wojska Polskiego wprowadzono pistolet P-64. Nowa broń miała zastąpić pistolety wojskowe wz. 33 czyli produkowane licencyjnie w Polsce radzieckie pistolety TT. Szybko okazało się, że P-64 jest pistoletem nie przystającym do wymagań wojska. Niewielkie wymiary i masa (P-64 jest najmniejszym z pistoletów zasilanych nabojem Makarowa) powodowały, że P-64 doskonale spisywał się jako broń przeznaczona do skrytego przenoszenia i samoobrony, ale jednocześnie sprawiały, że pistolet miał silny odrzut, krótka linię celowania, krótki, niewygodny chwyt oraz magazynek o małej pojemności.
W drugiej połowie lat 60. w WITU powołano zespół który miał zająć się opracowaniem projektu pistoletu lepiej spełniającego wymagania armii. W jego skład wchodzili M. Adamczyk, J. Okraszewski i A. Kowalczyk. Zespół ten opracował projekt pistoletu zasilanego z dwurzędowego magazynka o pojemności 14 naboi. W celu zmniejszenia masy broni szkielet pistoletu został wykonany jako odlew z aluminium.
Prototyp nowego pistoletu był gotowy w 1970 roku. Pistolet otrzymał oznaczenie 9 mm Pistolet wojskowy wz. 1970 (P-70), jednak nie uruchomiono jego seryjnej produkcji. Pistolet P-70 po raz pierwszy został zaprezentowany w 1973 roku na Centralnej Wojskowej Wystawie Wynalazczości.

## Opis
P-70 był bronią samopowtarzalną. Zasada działania oparta na odrzucie zamka swobodnego. Mechanizm spustowy kurkowy z samonapinaniem.
Bezpiecznik nastawny, skrzydełko bezpiecznika z lewej strony zamka. Po wystrzeleniu ostatniego naboju zamek zatrzymuje się w tylnej pozycji. Zewnętrzny zatrzask zamka znajdował się na górnej części lewej stronie chwytu.
P-70 był zasilany z wymiennego, dwurzędowego magazynka pudełkowego o pojemności 14 naboi, umieszczonego w chwycie. Przycisk zwalniania magazynka znajdował się u dołu chwytu.
Lufa gwintowana.
Przyrządy celownicze mechaniczne, stałe (muszka i szczerbinka).